# Grand Prix Jef Scherens 1995
La 29e édition du Grand Prix Jef Scherens a eu lieu le 3 septembre 1995. Elle a été remportée par le Néerlandais Erik Dekker.

## Classement final
Erik Dekker remporte la course en parcourant les 187 km en 4 h 38 min 0 s à la vitesse moyenne de 40,359 km/h ; 124 coureurs ont pris le départ.
| Classement final | Classement final        | Classement final | Classement final              | Classement final  |
|                  | Coureur                 | Pays             | Équipe                        | Temps             |
| ---------------- | ----------------------- | ---------------- | ----------------------------- | ----------------- |
| 1er              | Erik Dekker             | Pays-Bas         | Novell-Decca-Colnago          | en 4 h 38 min 0 s |
| 2e               | Frank Corvers           | Belgique         | Lotto-Isoglass-Echo           |                   |
| 3e               | Léon van Bon            | Pays-Bas         | Novell-Decca-Colnago          |                   |
| 4e               | Scott Sunderland        | Australie        | Lotto-Isoglass-Echo           |                   |
| 5e               | Marc Wauters            | Belgique         | Novell-Decca-Colnago          |                   |
| 6e               | Nico Renders            | Belgique         |                               |                   |
| 7e               | Johan Capiot            | Belgique         | Refin-Cantina Tollo           |                   |
| 8e               | Danny Daelman           | Belgique         | Rotan Spiessens-Hot Dog Louis |                   |
| 9e               | Jean-Pierre Heynderickx | Belgique         | Collstrop-Lystec              |                   |
| 10e              | Tom Steels              | Belgique         | Vlaanderen 2002-Eddy Merckx   |                   |
| modifier         |                         |                  |                               |                   |